# Centromerus dubius
Centromerus dubius là một loài nhện trong họ Linyphiidae.
Loài này thuộc chi Centromerus. Centromerus dubius được Wladislaus Kulczynski miêu tả năm 1926.